# Giro de la Província de Lucca
El Giro de la Província de Lucca (en italià Giro della Provincia di Lucca) va ser una competició ciclista per etapes italiana que es va disputar entre el 1999 i el 2006 per la província de Lucca, a la Toscana. La cursa substituí el Giro de la Pulla. El 2005 la cursa s'integrà a l'UCI Europa Tour i passà a ser una cursa d'un sol dia, amb una categoria 1.1. La darrera edició es disputà el 2006.
Alessandro Petacchi, amb dues victòries, és el ciclista amb més victòries en aquesta cursa.

## Palmarès
| Any  | Vencedor             | Segon              | Tercer               |
| ---- | -------------------- | ------------------ | -------------------- |
| 1999 | Paolo Bettini        | Davide Rebellin    | Raimondas Rumšas     |
| 2000 | Alessandro Petacchi  | Cristian Gasperoni | Alessandro Bertolini |
| 2001 | Mario Aerts          | Piotr Wadecki      | Ludovic Turpin       |
| 2002 | Fabiano Fontanelli   | Markus Zberg       | Richard Virenque     |
| 2003 | Óscar Freire         | Pietro Caucchioli  | José Iván Gutiérrez  |
| 2004 | Alessandro Bertolini | Thomas Ziegler     | Matteo Tosatto       |
| 2005 | Mario Cipollini      | Paride Grillo      | Alessandro Petacchi  |
| 2006 | Alessandro Petacchi  | Claudio Corioni    | Erik Zabel           |